# Narasimha

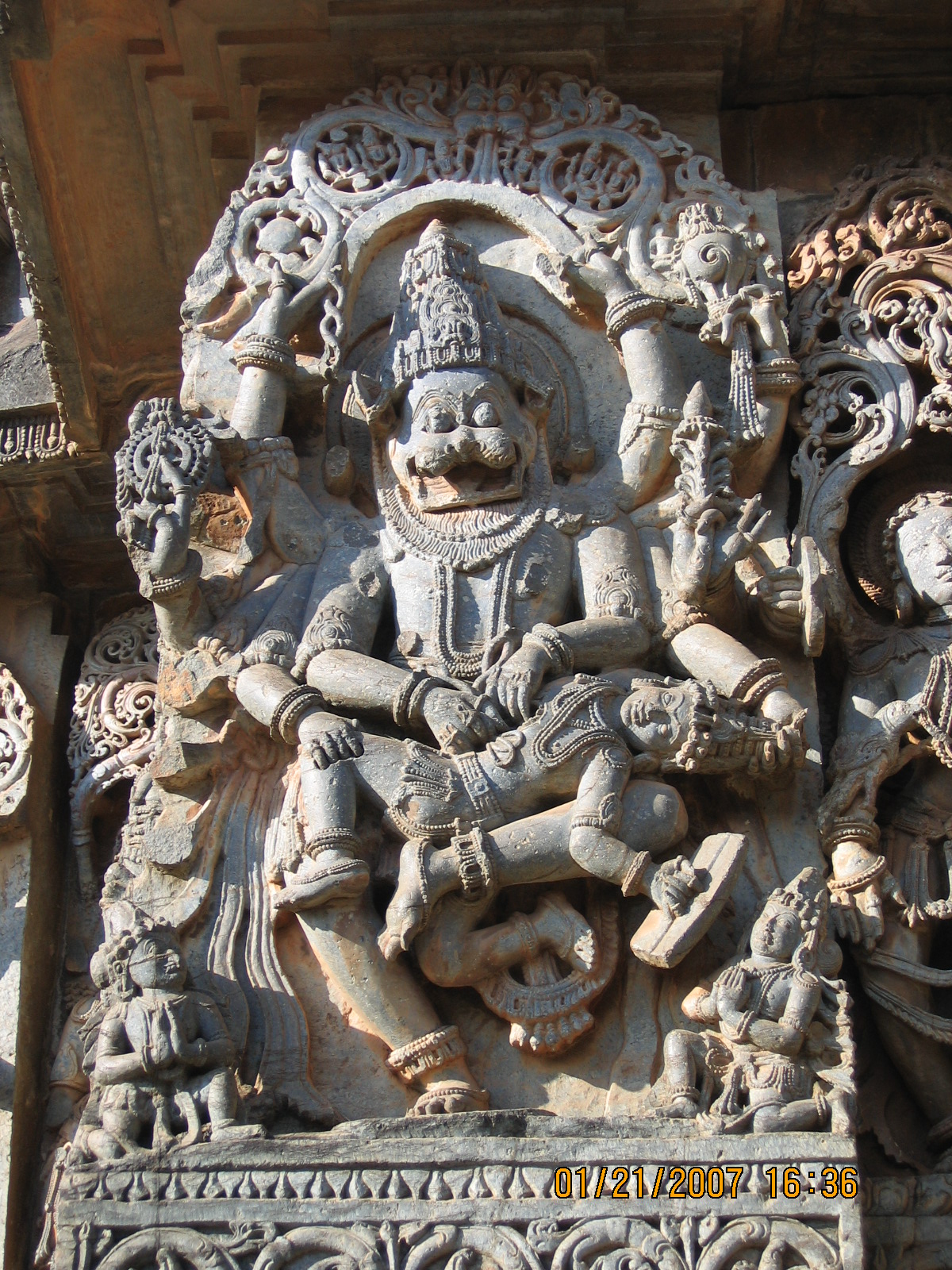
Basorelief cu Narasimha rupându-l în două pe demonul Hiranyakashipu.

În hinduism, Narasimha a fost unul dintre avatarele zeului Vishnu. El apare iconografic ca un monstru hibrid , jumătate om, jumătate tigru sau leu, și are mai multe brațe cu gheare ascuțite. Narasimha este o divinitate foarte venerată în hinduism, fiind considerat în mod special protectorul tuturor hindușilor în vremuri de nevoie. El este invocat în multe ceremonii, mai ales în cele de exorcizare.
Conform Vedelor, după ce Varaha, un alt avatar al lui Vishnu, l-ar fi ucis pe demonul Hiranyaksha, fratele demonului, Hiranyakashipu, ar fi încercat să obțină niște puteri magice cu care ar fi putut distruge zeii pentru a-și răzbuna fratele. Dar, se spune că Vishnu s-a încarnat într-un nou avatar, numit Narasimha, care l-a prins și ucis pe demonul Hiranyakashipu înainte să-și pună planul în aplicare.